# Gabriela Fleritt
Gabriela Fleritt (Caracas,  14 de febrero de 1971) es una actriz, locutora  y humorista venezolana.

## Biografía
Fleritt estudió actuación en el Taller Libre para Actores y posteriormente participó en exitosas telenovelas como Amor de papel, El amor las vuelve locas, Los querendones (¿qué papel hizo?) y Amor urbano.
Por otra parte, también ha actuado en obras de teatro como Avenida Lecuna, Médico a palo, Canaima, Un curioso accidente y Yo también soy Candidato de Román Chalbaud, El Circo de los Sueños de Dairo Piñeros, Más abajo no es pecado de Pompeyo Izquierdo, El miedoso asustado, Aquí no paga nadie y Hasta que ella nos separe de José Luis Useche. Además, ha participado en numerosas obras de teatro del programa Bienvenidos presentadas en Colombia y en varias ciudades de Estados Unidos como Miami, New York y Los Ángeles.
Incursionó en la televisión en el programa humorístico Bienvenidos de Venevisión desde 1984, y Cheverísimo desde el 2000 hasta el 2016 que concluyeron las transmisiones, también ha participado en las diferentes propagandas de la desaparecida cadena de automercados Cada por un tiempo. Al igual ha recibido múltiples reconocimientos gracias a su extraordinario desempeño actoral en numerosas obras de teatro y telenovelas. Desde 2010 se desempeñó como parte de los actores en ¡A que te ríes! hasta 2014. A partir de 2011 empieza a trabajar para TVes para el programa humorístico Chisparate y luego en Humorísimo.

## Filmografía
- 1993: Amor de papel - Gisela
- 2005: El amor las vuelve locas - Paquita Vázquez
- 2006: Los querendones (¿qué papel interpretó?).
- 2009: Amor urbano - Emerita
- 2011: Natalia del mar - Ruperta Barriga